# Эвелинг, Эдуард
Эдуард Эвелинг (англ. Edward Aveling; 29 ноября 1851, Невингтон — 2 августа 1898, Баттерси) — английский политический деятель, социалист, гражданский муж дочери Карла Маркса Элеоноры.

## Биография
Родился в многодетной семье. Окончил колледж Харроу близ Виндзора, затем изучал медицину в Лондонском университете. Выступал как популяризатор учения Ч. Дарвина и атеистических взглядов.
В 1883 году начинает интересоваться марксизмом, становится редактором социалистического журнала «Прогресс» (в 1883—84 гг.).
В 1884 году встречается с Элеонорой Маркс. Являлся одним из лидеров Демократической федерации, с августа 1884 года переименованной в Социал-демократическую федерацию. В том же году осудил оппортунистический курс её руководителя Г.Гайндмана и, вместе с группой левых (Б. Бакс, Э. Маркс, У. Моррис) и другими выходит из рядов федерации.
Эвелинг — один из основателей Социалистической лиги в декабре 1884 года, которую при поддержке Ф. Энгельса пытался превратить в массовую партию. Возобладание в лиге анархистов в конце 80-х годов заставило Эвелинга и его единомышленников порвать с ней.
Эвелинг был активным пропагандистом марксистских идей в Англии и других странах — на его счету многочисленные выступления в европейской социалистической печати, пропагандистская поездка с Элеонорой Маркс и Вильгельмом Либкнехтом в 1886 году в США. Участвовал в движении «новых тред-юнионов», способствовал основанию и деятельности II Интернационала. Вместе с С.Муром перевёл на английский язык 1-й том «Капитала» Маркса в 1887 году, участвовал в переводе работы Энгельса «Развитие социализма от утопии к науке» (1892).
Эвелинг проявил себя также как незаурядный драматург и литературный критик. Последние годы его жизни были омрачены болезненным состоянием, моральными срывами.